# Corcoran College of Art and Design

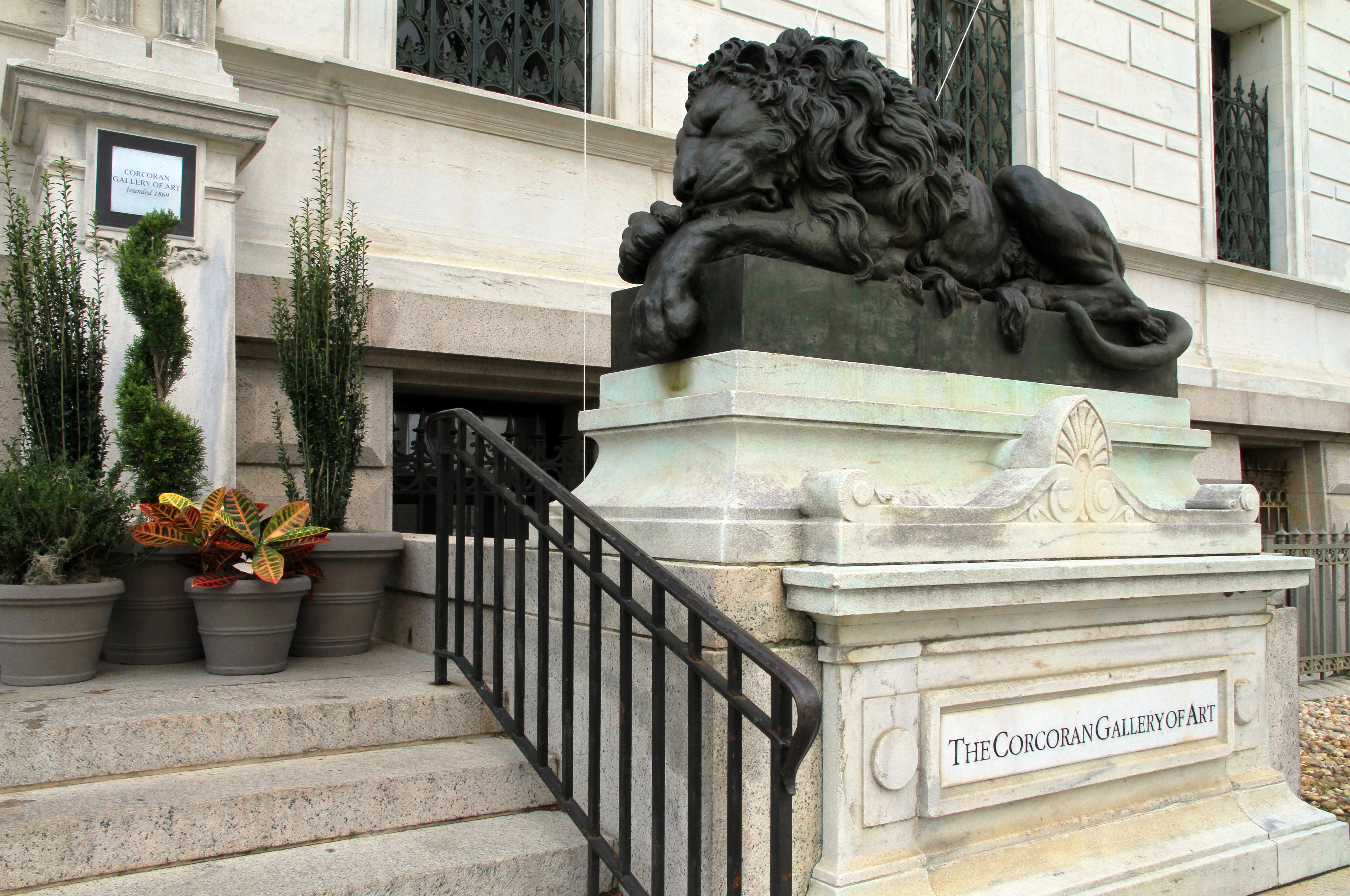
Skulptur eines Löwen neben dem Eingang zur Corcoran Gallery of Art

Das Corcoran College of Art and Design (CCA+D) ist eine private Hochschule für Kunst und Design in Washington, D.C.
Die CCA+D wurde 1890 als Corcoran School of Art gegründet und ist assoziiert mit der Corcoran Gallery of Art, der größten privaten Kunstinstitution in Washington. Namensgeber ist William Wilson Corcoran. 
Die Hochschule an zwei Standorten in Washington bietet Bachelor und Master-Abschlüsse. Über 200 Dozenten unterrichten circa 600 Studenten. Bekannte Absolventen sind unter anderem Abraham Rattner, David Lynch, Eugene James Martin und Karim Rashid.
2014 wurde die Hochschule in die George Washington Universität eingegliedert. Der offizielle Name lautet seitdem Corcoran School of the Arts and Design.

## Fachbereiche
- Bildende Künste (Fine Arts)
- Photographie, Photojournalismus
- Design (Produkt-, Industrie- und Grafikdesign sowie Mediendesign), Innenarchitektur
- Grundlagen der Künste (Foundations)
- Kunst- und Geisteswissenschaften (Arts and Humanities)